# Józef Krzysztof Oraczewski
Józef Krzysztof Oraczewski (ur. 7 czerwca 1951 w Warszawie) – polski malarz, autor instalacji. Uprawia malarstwo sztalugowe, malarstwo wielkoformatowe, rysunek i grafikę. Ukończył studia w warszawskiej Akademii Sztuk Pięknych w 1975. W 1977 uzyskał dyplom Studium Scenografii Teatralnej i Filmowej u prof. Józefa Szajny. Autor 40 wystaw indywidualnych. W 1999 otrzymał Krzyż Oficerski Orderu Odrodzenia Polski.

## Dorobek artystyczny

### Wystawy wspólne z innymi twórcami
- Wiktor Vasarely
- Wilfrid Polke
- Cezar Manrique
- Günter Grass
- Andy Warhol

### Największe indywidualne prezentacje artystyczne
- wystawa w Muzeum Mikołaja Kopernika (Frombork '85)
- wystawa w Centrum Kultury w Trewirze (Niemcy '90)
- wystawa w Centrum Kultury Wachsabrik w Kolonii (Niemcy '90)
- wystawa w Muzeum Sztuki Współczesnej w Herclijji (Izrael '93)
- Landesmuseum Volk und Wirtschaft w Düsseldorfie (Niemcy '97)
- Galeria Nowego Dziennika w Nowym Jorku (USA '97)
- Muzeum Sztuki Współczesnej – Kunstmuzeum Bochum (Niemcy '97)
- Galeria PBK w Warszawie pod patronatem Muzeum Narodowego

## Twórczość

### Cykle malarskie
- Zderzenia
- Postaci. oraczewski.pl. [zarchiwizowane z tego adresu (2016-03-04)].
- Droga
- Dekalog
- Słownik
- Światła
- Skrzydlaci
- Drzewoludzie
- Nieustająca dostawa pozytywnej energii. oraczewski.pl. [zarchiwizowane z tego adresu (2016-03-05)].
- Biczowani
- Powstanie Warszawskie. oraczewski.pl. [zarchiwizowane z tego adresu (2016-03-05)].
- Chasydzki

### Instalacje
- Koń Trojański. oraczewski.pl. [zarchiwizowane z tego adresu (2016-03-05)].
- Drzewo Życia
- Skala Ludzka. oraczewski.pl. [zarchiwizowane z tego adresu (2016-03-05)].
- Pompejańska (Biało-Czerwona). oraczewski.pl. [zarchiwizowane z tego adresu (2016-03-05)].
- Pamięci Ojca. oraczewski.pl. [zarchiwizowane z tego adresu (2016-03-05)].
- Ptak
- Dotknięcie Anioła. oraczewski.pl. [zarchiwizowane z tego adresu (2016-03-05)].

## Ordery i odznaczenia
- Krzyż Oficerski Orderu Odrodzenia Polski (1999)